# 혀닦이

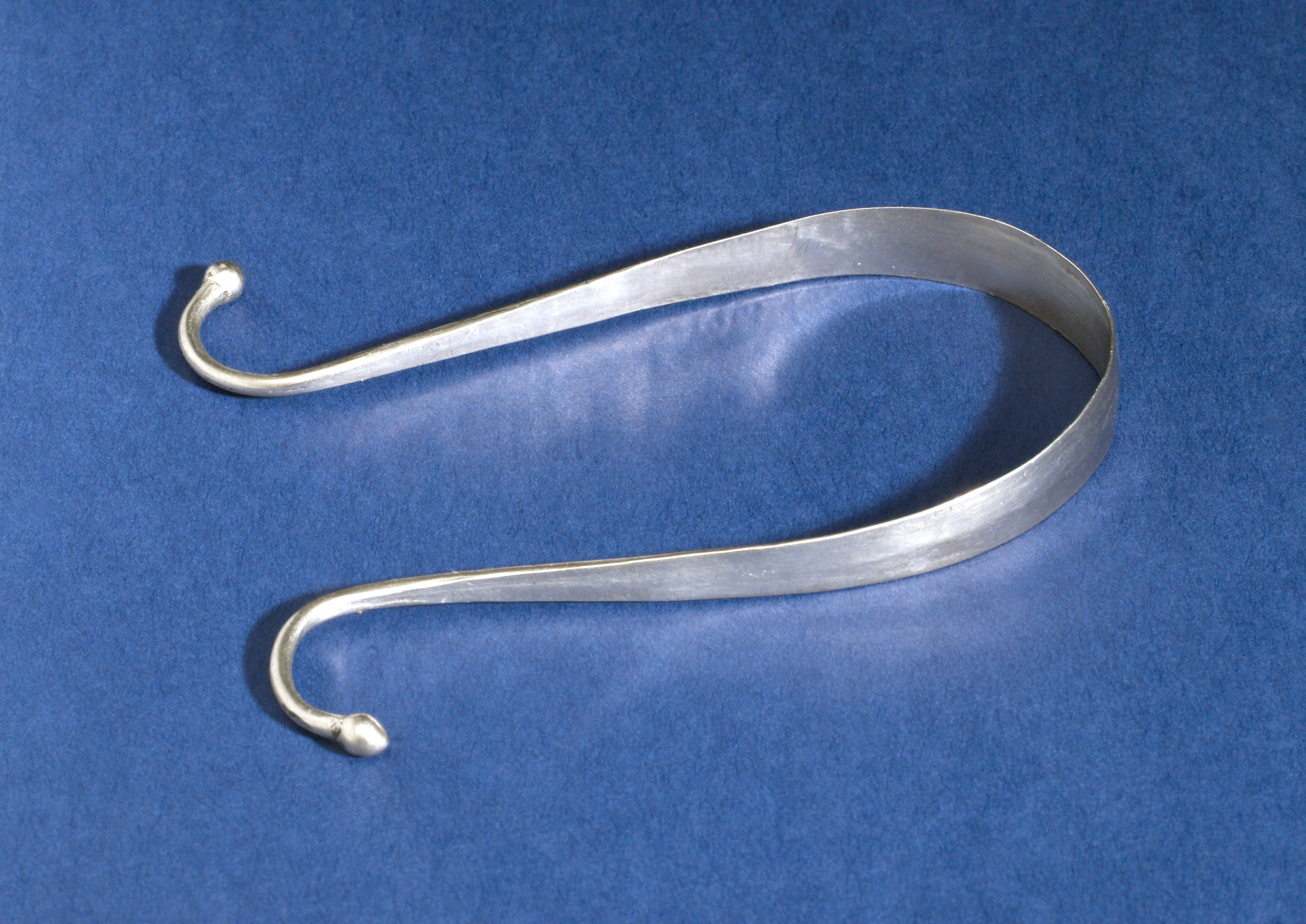

혀닦이는 설태 제거 등의 목적으로 혀만을 닦기 위해 만들어진 도구이다.
혀 윗면의 코팅막을 세척하기 위해 고안된 구강 위생 장치이다. 혀 세정제를 사용하면 일시적인 이점이 있지만 구취에 대해 명확한 결론을 내리기에는 불충분하다.
넓은 표면적과 설유두는 음식, 타액 및 죽은 상피 세포로 구성된 구강 찌꺼기와 미생물을 유지함으로써 혀 코팅을 촉진하는 혀의 해부학적 특징이다. 혀를 깨끗이 닦는 일은 양치질, 치실 사용, 구강 세척제 사용보다 덜 자주 수행된다.

## 같이 보기
- 칫솔
- 설태